# أوكتافيان تاكو
أوكتافيان تاكو (بالرومانية: Octavian Țîcu) (مواليد 21 أغسطس 1972) هو ملاكم مولدافي، مثّل بلاده في الألعاب الأولمبية الصيفية 1996.

## روابط خارجية
أوكتافيان تاكو على موقع أوليمبيديا (الإنجليزية)